# الحلم المغربي (فلم)
الحلم المغربي هو فيلم كوميدي مغربي صدر سنة 2007، من إخراج جمال بلمجدوب، وبطولة كل من  رشيد الوالي، ومحمد اليازيدي، وعبد الله المصباحي، ومريم الراوي، والحسين الدجيتي، وعمر السيد، وفضيلة بن موسى. تدور الأحداث حول سعيد، شاب مغربي مقيم في الخارج، يصل إلى قرية في أعالي الأطلس الكبير لتجنيد شباب ليصبحوا أبطال ألعاب القوى في المستقبل، لكن سرعان ما اجتاح القرويين هوس التسجيل في السباق، طمعًا في فرصة السفر إلى الخارج وتحسين حياتهم.

## القصة
يتحدث الفيلم عن قصة سعيد، شاب مغربي مقيم بالخارج يصل إلى منطقة تحناوت في الأطلس الكبير بالمغرب من أجل إقامة مسابقة في العدو الريفي، ستمكن الفائزين بها من الذهاب إلى سويسرا لإكمال تكوينهم في هذا المجال الرياضي باعتبارهم أبطالاً، مع توفير كل الأشياء التي يحتاجونها من أوراق الإقامة والحصول على الجنسية ومتطلبات الحياة الراقية.
الحلم سيكبر في هذه المنطقة، حتى أن القائد، ممثل السلطة، ومقدم القرية بها سيتبنيان هذا المشروع، كما أن جل رجال المنطقة ونسائها أيضاً سيرغبون في المشاركة في هذا السباق بغية تحقيق حلمهم بالهجرة إلى أوروبا.
هكذا ستتشكل العلاقات الاجتماعية داخل هذه المنطقة وستأخذ طابعاً حماسياً، بفضل هذا الحلم الذي ولج قلوب شبابها ذكوراً وإناثاً، وتَحوّل من خلاله الشاب سعيد الذي جاء بهذا الحلم إلى بطل تطمع في الزواج به إحدى أجمل بنات المنطقة. يكبر الحلم، بصورة تجعل من أهل المنطقة يهتمون بأنفسهم من جديد، كما ولّد رواجاً اقتصادياً لم تشهده المنطقة من قبل.
لكن نهاية الحلم ستكون كابوساً، حينما يفرُّ سعيد في النهاية بالنقود التي أخذها من أهل المنطقة ثمناً لرسوم المشاركة في مسابقة العدو الريفي، مستغلاً في ذلك حسن طيبتهم وتعاملهم معه وثقتهم العمياء به. 

## طاقم التمثيل
- رشيد الوالي بدور سعيد
- محمد اليازيدي بدور بن رحال
- عبد الله المصباحي بدور الحاج مسعود
- مريم الراوي بدور عزيزة
- الحسين الدجيتي بدور أحمد
- عمر السيد بدور القائد
- فضيلة بن موسى بدور زوجة الحاج مسعود
- حسن فولان بدور بلخير
- حنان رزقي بدور زهرة
- جميلة شارق بدور شامة
- عبد العزيز تاملوت بدور خالد
- آدم بلمجدوب بدور مراد
- إبراهيما ديالو بدور مامادو
- محمد ظهرا بدور المعاق
- فاطنة غلاب بدور تابازين
- وليد مزوار بدور الحلاق